# Корабельные устройства
Корабельные (судовые) устройства — традиционный обобщающий термин, включающий корабельное оборудование с определенными признаками, а именно, «точечные» объекты.
Другой термин, часто употребляемый в паре с корабельными устройствами — корабельные системы.
Термин соответствует общему определению технических устройств, но с исключениями. Например, к корабельным устройствам относится устройство для работы дизелей под водой (РДП), хотя оно является протяженным, а не точечным и состоит из разнородных элементов, связанных общим назначением, то есть имеет признаки корабельной системы.
Примерами корабельных устройств могут служить: рулевое устройство, якорное устройство, спасательное устройство.